# Raining in My Heart
Raining in My Heart è il secondo singolo promozionale  estratto da Roses, il sesto album in studio dei Cranberries.
Il brano è entrato in rotazione radiofonica in Italia il 9 marzo 2012. Gli autori della canzone, prodotta da Stephen Street, sono Dolores O'Riordan e Noel Hogan.